# Radovan Vlajković
Radovan Vlajković (* 18. November 1922 in Buđanovci bei Ruma; † 12. November 2001) war ein jugoslawischer Politiker  des Bundes der Kommunisten Jugoslawiens (BdKJ).

## Biografie
Vlajković war zunächst zwischen 1963 und 1967 Präsident der Volksversammlung der Sozialistischen Autonomen Provinz (SAP) Vojvodina. Von 1974 bis 1981 war er Vorsitzender des Präsidiums der Vojvodina und damit Staatspräsident.
1981 wurde er als Nachfolger von Stevan Doronjski Mitglied des Präsidiums der Sozialistischen Föderativen Republik Jugoslawien (SFRJ) und gehörte diesem Gremium bis 1989 an.
Vom 15. Mai 1985 bis zum 15. Mai 1986 war er als Vorsitzender des Präsidiums nominell Staatspräsident der SFRJ. Nachfolger in diesem Amt wurde Sinan Hasani.